# 西日本二十日會
西日本二十日會（にしにほんはつかかい）、過去在西日本存在著的犯罪組織間的親睦團體。

## 历史
1989年7月，以關西二十日會發展解散的形式，重新再被重組而成立，加盟組織有10個團體。可是在1990年6月，加盟團體的波谷組（大阪市）在與山口組之間發生了山波抗爭，1991年1月、西日本二十日會介入協商末了而走向解散。可是在西日本的獨立犯罪組織之間的協調、和平共存線路被五社會和四社會所取代延續。

### 加盟團體
- 波谷組（大阪市）
- 俠道會（尾道市）
- 三代目共政會（廣島市）
- 三代目淺野組（笠岡市）
- 四代目木下會（岡山市）
- 五代目合田一家（下関市）
- 親和會（高松市）
- 二代目勝浦會（德島市）
- 松山連合會（松山市）
- 西部連合（唐津市）

## 関連項目
- 關西二十日會
- 四社會
- 五社會